# 5849 Bhanji
5849 Bhanji este o planetă minoră (asteroid), cu un diametru de 28,39 km, din centura de asteroizi. A fost descoperită pe 27 aprilie 1990 la Observatorul Palomar de Eleanor F. Helin. 
Obiectul prezintă o orbită caracterizată de o semiaxă mare de 3,1808097 UAi, o excentricitate de 0,0088599, o înclinație de 22,53318 ° în raport cu ecliptica.